# 로다람쥐
로다람쥐(Sundasciurus lowii)는 다람쥐과에 속하는 설치류의 일종이다. 인도네시아와 말레이시아, 태국에서 발견된다.

## 아종
7종의 아종이 알려져 있다.
- S. l. lowii
- S. l. balae
- S. l. bangueyae
- S. l. humilis
- S. l. natunensis
- S. l. robinsoni
- S. l. seimundi